# اختلال اضطراب و افسردگی مختلط
اختلال اضطراب و افسردگی مختلط (به انگلیسی: Mixed anxiety-depressive disorder) اختلالی شامل نشانه‌های هر دو بیماری افسردگی و اضطراب است که ممکن است بسته به هر بیمار هر یک از این نشانه‌ها شدت گوناگونی داشته باشند. این اختلال همچنین می‌تواند به همراه حداقل برخی از ویژگی‌های اتونومیک باشد. فهرست کدهای آی‌سی‌دی-۱۰ سازمان بهداشت جهانی اختلال اضطراب و افسردگی مختلط را به عنوان اختلالی تعریف می‌کند که در آن نشانه‌های هر دو اضطراب و افسردگی وجود دارند، اما هیچ‌کدام غالب بر یکدیگر نیستند.

## تشخیص
راهنمای تشخیصی و آماری اختلالات روانی (به انگلیسی: Diagnostic and Statistical Manual of Mental Disorders) شرایط ویژه‌ای را برای تشخیص اختلال اضطراب و افسردگی مختلط معین کرده‌است که شامل نشانه‌های زیر است:
- سختی در تمرکز کردن و یادآوری و اشکالات حافظه‌ای
- اختلال در عادت خوابیدن (زیادتر یا کمتر خوابیدن) و پریشان خوابی
- بی حالی و نداشتن انرژی
- زودرنجی
- داشتن احساس نگرانی (بی‌مورد)
- گریه کردن به راحتی (و برخی اوقات بی‌دلیل)
- نشان دادن واکنش زیاد از حد و سریع نسبت به هر گونه تغییر در محیط (نور، صدا و غیره)
- در انتظار بدترین‌ها بودن
- احساس ناامیدی یا بدبینی
- داشتن عزت نفس پایین
- احساس بی‌ارزش بودن زندگی

این نشانه‌ها که به مدت مداوم و بیش از ۴ هفته ادامه می‌یابند تأثیرات بسیار قابل توجهی بر زندگی روزانهٔ فرد دارند.
تحقیقات نشان دهندهٔ این هستند که معمولاً ۱۰ تا ۶۵ درصد از افرادی که از اختلال هراس یا وحشت‌زدگی (به انگلیسی: Panic Disorder) رنج می‌برند همچنین دچار اختلال افسردگی اساسی (به انگلیسی: Major Depressive Disorder) به‌طور هم‌زمان نیز هستند و یک سوم از این افراد پیش از وقوع وحشت‌زدگی دچار افسردگی می‌شوند. برای باقی افراد افسردگی در اصل نتیجهٔ تأثیرات اضطراب (به انگلیسی: anxiety) در زندگی شخصی فرد است که در بیشتر موارد سبب دوری گزیدن او از جامعه، خانواده و روابط اجتماعی می‌شود که در نتیجه سبب افزایش قابل توجه احتمال دچار شدن فرد به افسردگی می‌شود.

## دلایل و عوامل مؤثر
- تاریخچه اختلالات روانی در خانواده، از جمله اعتیاد به مواد مخدر
- زندگی در فقر
- فقدان حمایت اجتماعی یا خانوادگی
- داشتن یک بیماری جدی یا مزمن
- انواع خاصی از شخصیت‌های مانند وابسته، بدبین، اجتنابی
- اعتماد به نفس پایین
- ضربه‌های روحی و روانی (تروما) در دوران کودکی
- استرس و فشارهای فشار

## درمان
درمان اختلال اضطراب و افسردگی مختلط معمولاً برای پزشکان مشکل است زیرا داروهایی که در درمان افسردگی مؤثر هستند معمولاً اثراتی سوء بر اضطراب دارند و همچنین داروهایی که در درمان اضطراب مؤثر هستند اثراتی سوء بر افسردگی دارند.
به‌طور معمول برای درمان اختلال اضطراب و افسردگی مختلط از ترکیبی از داروهای ضد افسردگی بازدارنده‌های بازجذب سروتونین و بنزودیازپین‌ها استفاده می‌شود. اما در حال حاضر مؤثرترین درمان برای اختلال اضطراب و افسردگی مختلط روش درمان شناختی رفتاری (به انگلیسی: Cognitive behavioral therapy) شناخته می‌شود.

## علل بروز
در طول مطالعات و تحقیقات دربارهٔ اختلال اضطراب و افسردگی مختلط، دانشمندان به نتیجه‌گیری‌های متعدد در مورد علل آن رسیده‌اند.
اما اغلب این نتیجه‌گیری‌ها عامل بروز اختلال اضطراب و افسردگی مختلط را ترکیبی از عوامل بیولوژیکی (ژنتیکی)، روانی و محیطی معرفی کرده‌اند. برخی از اصلی‌ترین این عوامل عبارتند از عدم تعادل در تعداد و کارکرد پیام‌رسان‌های عصبی در مغز، ضربه‌های روحی و روانی (تروما)، استرس و محیط خانهٔ ناپایدار و پرتنش. از آنجا که علل بروز اختلالات اضطراب و افسردگی خیلی شبیه هم هستند، بسیاری از این اختلالات اغلب با هم رخ می‌دهند، برای مثال حدود ۵۸٪ از بیماران مبتلا به افسردگی اساسی دچار اختلال اضطرابی نیز می‌باشند، و در حدود ۱۷٫۲٪ از بیماران مبتلا به اختلال اضطراب عمومی نیز دچار افسردگی می‌باشند.

## پیوندها
- داروهای ضد افسردگی
- درمان شناختی رفتاری